# K.B.Sts.B. Blatt 337
| Hrz. nach Blatt 337          |                             |
|                              | ungebremst                  |
| Nummerierung:                | 70 830 bis 71 279           |
| Anzahl                       | 470                         |
| Baujahr(e)                   | 1883 bis 1890               |
| Ausmusterung                 |                             |
| Bauart                       | Schemelwagen ohne Bordwände |
| Gattung                      | H. (Hrz.)                   |
| Spurweite                    | 1435 mm                     |
| Anzahl Achsen                | 2                           |
| Leermasse                    | 6,3 bis 6,8 t               |
| zul. Höchstgeschw.           | 40 km/h                     |
| Detaildaten zum Untergestell |                             |
| Länge über Puffer (LüP)      | 8.224 mm                    |
| Länge Untergestell           | 7.000 mm                    |
| Bauart Untergestell          | E                           |
| Detaildaten zum Fahrwerk     |                             |
| Radstand:                    | 3.650 mm                    |
| Bauart der Räder             | Y-Speichenrad               |
| Bauform der Räder            | Bayer. Form 38              |
| Raddurchmesser               | 986 mm                      |
| Kupplungstyp                 | Schraubenkupplung nach VDEV |
| Detaildaten zum Laderaum     |                             |
| Länge                        | 7.000 mm                    |
| Breite (ohne Schemel)        | 2.490 mm                    |
| Breite (innerh. Kipfen)      | 2.000 mm                    |
| Höhe (ohne Schemel)          | 1.856 mm                    |
| Höhe (im Schemel)            | 1.634 mm                    |
| Fläche                       | 17,4 m²                     |
| Zuladung                     | 10.000 kg                   |

Der K.Bay.Sts.B. Blatt 337 ist ein Bayerischer Güterwagen der Königlich Bayerischen Staatseisenbahnen (K.Bay.Sts.B.) Dabei handelt es sich um einen zweiachsigen Schemelwagen der Gattung Hz nach dem Musterblatt 337 für die Bayerischen Staatseisenbahnen gemäß Wagenstandsverzeichnis von 1913 (im WV von 1897 die Blatt-Nr. 221). Der Wagentyp wurde ausschließlich ohne Bremsen gebaut.

## Geschichte
Zum Transport von Langholz – Ladelängen größer 6.000 mm – wurden vor allem in den Anfangsjahren des Eisenbahntransports, als die Wagen noch sehr kurz waren, Spezialwagen benötigt. Man führte daher bei den einzelnen Bahnverwaltungen, die mit Langholztransporten befasst waren, sogenannte Schemelwagen an. Die zeichneten sich durch einen mittig auf der Ladefläche stehenden Drehschemel aus auf dem die Ladung abgelegt werden konnte. Die Wagen wurde immer paarweise eingesetzt, so dass die Ladung auch bei größerer Länge kurvengängig war.

## Beschaffung
Zwischen 1883 und 1890 beschafften die K.B.Sts.B insgesamt 468 Schemelwagen nach Blatt Nr. 337 gemäß dem Wagenstandsverzeichnis von 1913. Diese Wagen waren ohne Bremseinrichtungen und hatten auch keine Bordwände.

## Verbleib
Die Wagen wurden bei der K.B.Sts.B. als Gattung Hrz. geführt. Von den ursprünglich 470 gelieferten wagen sind im Verzeichnis von 1897 nur noch 468 Wagen aufgeführt. Bei der DRB wurden die Wagen unter dem Gattungsbezirk Hw Regensburg geführt. Sie werden zwar bei der DB noch im Merkbuch von 1952 als Gattung Hw 01 benannt, ob es aber je zu Umzeichnungen kam, ist nicht belegt. Die Wagen dürften spätestens Anfang der 1950er Jahre ausgemustert worden sein.

## Konstruktive Merkmale

### Untergestell
Das Untergestell der Wagen war komplett aus Profileisen aufgebaut. Die äußeren Längsträger hatten ein Doppel-T-Profil mit einer Höhe von 268 mm. Im Gegensatz zu anderen Untergestellbauarten waren bei diesem auf Grund der Belastung durch den Drehschemel keine durchgehenden, inneren Längsträger vorhanden. Vielmehr wurden die diagonalen Pufferstützen bis zur Wagenmitte geführt, wo sie auf zwei links und rechts von der Mitte vorhandene, verstärkte Querträger trafen (siehe auch die Wagenskizze). Als Zugeinrichtung hatten die Wagen Schraubenkupplungen mit Sicherheitsbügel. Die Zugstange war wegen der besonderen Befestigung des Drehschemels nicht durchgehend, sondern wurde um diesen im Bogen herumgeführt. Sie war mittig gefedert. Als Stoßeinrichtung besaßen die Wagen Stangenpuffer mit einer Einbaulänge von 612 mm. Die Pufferteller hatten einen Durchmesser von 370 mm.

### Laufwerk
Die Wagen hatten aus Flacheisen geschmiedete Fachwerk-Achshalter der kurzen, geraden Bauform. Gelagert waren die Achsen in geteilten Gleitachslagern bayerischer Bauform. Die Räder hatten Speichenradkörper der Bauart 38 mit einem Raddurchmesser von 986 mm. Die Federung bestand jeweils aus acht 1.130 mm langen Federblättern mit einem Querschnitt von 76 × 13 mm.

### Wagenkasten
Der Wagenkasten war komplett aus Holz mit eisernen Profilverstärkungen aufgebaut. Die Wagen hatten alle keine Bordwände. Die Bodenplanken waren 60 mm stark. In den Wagenboden waren insgesamt 4 Flacheisen eingelassen mit Rungentaschen für zusätzliche Steckrungen auf beiden Seiten. Da sich die Rungentaschen bei diesem Wagenmodell außerhalb des Wagenbodens befanden konnte die volle Breite des Bodens als Ladefläche genutzt werden.
Im Gegensatz zu späteren Bauarten konnte bei diesem Modell der mittig angebrachte, aus Eisenprofilen bestehende, Drehschemel nicht durchgedreht werden. Das Auflager der Drehschemel war mit Eisenzinken versehen um ein Verrutschen der Ladung zu verhindern. Zusätzlich gab es noch Sicherungsketten mit Einschlaghaken, die ebenfalls das Verrutschen der Ladung verhindern sollten. Die beiden Doppel-Steckrungen des Drehschemels waren mit Spannketten verbunden.

### Ausstattung
Je nach Lieferserie standen den Wagen sechs bis acht zusätzliche Steckrungen zur Ladungssicherung zur Verfügung. Nur die beiden Wagen 71 049 und 71 242 verfügten abweichend nur über vier zusätzliche Steckrungen. Dafür waren diese beiden Wagen aber auch schon mit dem neuen, durchdrehbaren auf Rollen geführten Drehschemel ausgestattet. Bei diesem waren die Rungen des Drehschemels auch zum umklappen und nicht mehr nur eingesteckt.
Zusätzlich gab es noch Sicherungsketten mit Einschlaghaken, die ebenfalls das Verrutschen der Ladung verhindern sollten.

## Skizzen, Musterblätter, Fotos

Ansicht zu Blatt 192 aus dem WV von 1891
Ansicht zu Blatt 224 aus WV von 1897
Ansicht zu Blatt 337 aus WV von 1913

## Wagennummern
Die Daten sind den WV der Kgl. Bayer. Staatseisenbahnen, aufgestellt nach dem Stande vom 1. Juni 1891, dem 31. März 1897 und dem 1. März 1913 entnommen.
| Blatt-Nr. Herstelld.         | Blatt-Nr. Herstelld.         | Blatt-Nr. Herstelld.         | Gattungszeichen je Epoche Wagennummern je Epoche (mit Direktionsangaben) | Gattungszeichen je Epoche Wagennummern je Epoche (mit Direktionsangaben) | Gattungszeichen je Epoche Wagennummern je Epoche (mit Direktionsangaben) | Gattungszeichen je Epoche Wagennummern je Epoche (mit Direktionsangaben) | Gattungszeichen je Epoche Wagennummern je Epoche (mit Direktionsangaben) | Gattungszeichen je Epoche Wagennummern je Epoche (mit Direktionsangaben) | Fahrwerk / Ausstattung (siehe jeweilige Legende) | Fahrwerk / Ausstattung (siehe jeweilige Legende) | Fahrwerk / Ausstattung (siehe jeweilige Legende) | Fahrwerk / Ausstattung (siehe jeweilige Legende) | Fahrwerk / Ausstattung (siehe jeweilige Legende) | Fahrwerk / Ausstattung (siehe jeweilige Legende) | Zusatz infos                       |
| Bau- jahr                    | Her- steller                 | Anz.                         | ab 1886                                                                  | ab 1893                                                                  | ab 1894                                                                  | ab 1907                                                                  | DR (ab 1923)                                                             | Ausge- mustert                                                           | Ach- sen                                         | Brem- sen                                        | Lade- länge                                      | Lade- breite                                     | Boden- fläche                                    | Lade- raum                                       | Bemer- kung                        |
| Blatt-Nr. aus WV von Gattung | Blatt-Nr. aus WV von Gattung | Blatt-Nr. aus WV von Gattung | 192 1891 H.                                                              | Plan 1893 H.                                                             | 224 1897 Hrz                                                             | 337I 1913 Hrz                                                            | Regensburg Hw                                                            |                                                                          | Anz                                              |                                                  | [mm]                                             | [mm]                                             | [m²]                                             | [m³]                                             | Drehschemel mit Doppel-Kipfstangen |
| ---------------------------- | ---------------------------- | ---------------------------- | ------------------------------------------------------------------------ | ------------------------------------------------------------------------ | ------------------------------------------------------------------------ | ------------------------------------------------------------------------ | ------------------------------------------------------------------------ | ------------------------------------------------------------------------ | ------------------------------------------------ | ------------------------------------------------ | ------------------------------------------------ | ------------------------------------------------ | ------------------------------------------------ | ------------------------------------------------ | ---------------------------------- |
| 1883                         | MAN                          | 100                          | 21 463–21 562                                                            |                                                                          | 70 830–70 929                                                            | Re 70 830–70 929                                                         | 101–14 609                                                               |                                                                          | 2                                                |                                                  | 7.000                                            | 2.482                                            | 17,4                                             |                                                  | mit 6 zusätzlichen Kipfen          |
| 1884                         | MAN                          | 150                          | 21 610–21 759                                                            |                                                                          | 70 930–71 079                                                            | Re 70 930–71 079                                                         | 101–14 609                                                               |                                                                          | 2                                                |                                                  | 7.000                                            | 2.482                                            | 17,4                                             |                                                  | mit 6 zusätzlichen Kipfen          |
| 1884                         | MAN                          | 50                           | 22 005–22 054                                                            |                                                                          | 71 100–71 149                                                            | Re 71 100–71 149                                                         | 101–14 609                                                               |                                                                          | 2                                                |                                                  | 7.000                                            | 2.482                                            | 17,4                                             |                                                  | mit 6 zusätzlichen Kipfen          |
| 1884                         | MAN                          | 20                           | 21 801–21 820                                                            |                                                                          | 71 080–71 099                                                            | Re 71 080–71 099                                                         | 101–14 609                                                               |                                                                          | 2                                                | mit 8 zusätzlichen Kipfen                        | 7.000                                            | 2.482                                            | 17,4                                             |                                                  |                                    |
| 1884                         | MAN                          | 50                           | 22 055–22 104                                                            |                                                                          | 71 150–71 198                                                            | Re 71 150–71 198                                                         | 101–14 609                                                               |                                                                          | 2                                                | mit 8 zusätzlichen Kipfen                        | 7.000                                            | 2.482                                            | 17,4                                             |                                                  |                                    |
| 1890                         | MAN                          | 100                          | 24 401–24 500                                                            |                                                                          | 71 199–71 297                                                            | Re 71 199–71 297                                                         | 101–14 609                                                               |                                                                          | 2                                                | mit 8 zusätzlichen Kipfen                        | 7.000                                            | 2.482                                            | 17,4                                             |                                                  |                                    |